# 데이비드 라이언
데이비드 라이언(영어: David Lyon, 1941년 5월 16일 ~ 2013년 6월 7일)은 영국의 배우이다.
시에라리온에서 태어났으며 브라이턴에서 사망하였다.

## 영화
- 그린핑거스 (2000년)
- 자칼의 추적 (1990년)
- 병병 (1986년)
- 왕국의 비밀 (1985년)
- 더 빌 (1984년)
- 맥베드(프랑스어판) (1983년)